# Буранов, Шербек Эркинович
Шербек Эркинович Буранов (узб. Sherbek Erkinovich Buranov; род. 9 июня 1985, Самаркандская область, Узбекская ССР, СССР) — узбекский банкир и государственный деятель, с 2020 года является депутатом Законодательной палаты Олий Мажлиса IV созыва.

## Биография
Шербек Буранов родился 9 июня 1985 года в Самаркандской области. Окончил Ташкентский финансовый институт по специальности банковское дело.
С 2003 по 2009 года был главным специалистом, а также начальником отдела денежных обращений Самаркандского областного управления АКБ «Пахта-банк». С 2009 по 2015 года работал управляющим филиалами ОАКБ «Агробанк» в городе Джума. С 2015 по 2016 года был заместителем начальника Самаркандского областного филиала АКБ «Халк-банк», а с 2016 по 2018 года был заместителем начальника Ташкентского городского филиала «Халк-банк». В 2018 году был назначен заместителем управляющего Самаркандским областным филиалом «Ипотека-банк».
С 2020 года является депутатом Законодательной палаты Олий Мажлиса IV созыва, член фракции народно-демократической партии Узбекистана, а также членом комитета по вопросам охраны здоровья граждан Республики Узбекистан.